# John Ridley Stroop
John Ridley Stroop (* 21. März 1897 in Murfreesboro, Tennessee; † 1. September 1973, beigesetzt in Nashville, Tennessee) war ein US-amerikanischer Psychologe.
John Ridley Stroop ist heute vor allem für den nach ihm benannten Stroop-Effekt bekannt. Mit einer relativ einfachen Versuchsanordnung gelang es ihm, Interferenzeffekte in der Aufmerksamkeit zu demonstrieren. Stroop engagierte sich zudem stark für die Kirche und sah in der Religion seine eigentliche Berufung.

## Leben
Stroop wurde 1897 als zweitjüngstes von sechs Kindern im ländlichen Hall’s Hill (Rutherford County) in der Nähe von Murfreesboro, Tennessee, geboren. Er wuchs behütet auf und musste kaum schwere körperliche Arbeit auf der Familienfarm verrichten, da ihm anfänglich keine hohe Lebenserwartung zugesprochen wurde. Er besuchte die Kitrell County School und schloss sie als einer der besten seines Jahrgangs ab. Stroop machte 1919 seinen Abschluss an der David Lipscomb High School und erhielt 1921 ein Diplom vom David Lipscomb Junior College.
Am 23. Dezember 1921 heiratete er Zelma Dunn, mit der er in den nächsten sieben Jahren drei Kinder (alles Söhne) hatte. Um seinen Lebensunterhalt während dieser Zeit zu bestreiten und ein Haus bauen zu können, lehrte er neben seiner universitären Ausbildung weiter am David Lipscomb College, arbeitete als Hausmeister und Bibliothekar und lehrte auch noch an der High School.
Seine universitäre Ausbildung erhielt Stroop am George Peabody College in Nashville. 1924 wurde ihm dort ein B.Sc. und 1925 ein M.A. verliehen. In den 1920er Jahren übernahm er diverse Lehrtätigkeiten. Stroops Forschung fand im Jesup Psychological Laboratory unter der Betreuung von Professor Joseph Peterson statt. Seinen Doktorgrad erhielt er im Jahr 1933, die dazugehörige Veröffentlichung erschien zwei Jahre später. Anschließend ging er wieder zum David Lipscomb College zurück und war dort von 1948 bis 1964 Chair of the Psychology Department. 1967 wurde er emeritiert, lehrte aber bis zu seinem Tod im Jahr 1973 noch weiter als Emeritus Professor of Biblical Studies am David Lipscomb College. Neben seinem einflussreichen Artikel von 1935 veröffentlichte er nur drei weitere wissenschaftliche Artikel im Bereich der experimentellen Psychologie.
Eine besondere Bedeutung in seinem Leben hatte für Stroop die Religion. So predigte er jeden Sonntag und unterrichtete während seiner Zeit am David Lipscomb College Bibelklassen. Aus seiner Bibellehre entstanden sieben Bücher, die Trilogie God’s Plan and Me stellt dabei das Hauptwerk dar. Seine Bücher wurden fortan vielfältig eingesetzt, so z. B. im Bibelunterricht christlicher Schulen und in der Ausbildung von Lehrern.

## Der Stroop-Effekt

Interferenzbedingung des Stroop-Tests

In einer Reihe von Experimenten untersuchte Stroop für seine Dissertation Interferenzeffekte bei verbalem Material unter verschiedenen Bedingungen. Die Versuchspersonen hatten in diesen Experimenten die Aufgabe (1) schwarz gedruckte Wörter zu lesen, (2) farbig gedruckte Wörter zu lesen, (3) verschiedene Farben, die in Form von Quadraten oder Kreuzen dargeboten wurden, zu benennen und (4) die Farbe, in der ein damit nicht übereinstimmendes Farbwort geschrieben steht, zu nennen und dabei den jeweiligen Wortinhalt zu ignorieren. Die vierte Bedingung ist hierbei die relevante. Aufgrund der Nichtübereinstimmung zwischen dem Farbwort und seiner zu nennenden Farbe resultiert in dieser Bedingung ein Antwortkonflikt zwischen dem eigentlich nicht zu beachtenden Wortinhalt und der Benennung der Farbe. Die automatische Worterkennung interferiert also mit der Benennung von Farben und man spricht hierbei vom Stroop-(Interferenz-)Effekt. Die Benennungszeit der Farbe steigt deutlich an und auch die Fehler bei der Benennung häufen sich, das heißt anstatt der Farbe wird das gelesene Wort genannt. Um die kognitive Aufgabe des Benennens erfolgreich erfüllen zu können, muss die Versuchsperson bei der Bearbeitung der geforderten Aufgabe den automatisch ablaufenden (nicht bewusst gesteuerten) Prozess des Lesens unter Inanspruchnahme von Aufmerksamkeitsressourcen bewusst unterdrücken. Dies kostet bei der Benennung der Farbe Zeit.
Dieser Effekt wurde 1935 von Stroop demonstriert und seitdem vielfach repliziert (in über 700 Veröffentlichungen). Er stellt bis heute einen der robustesten Effekte in der Kognitiven Psychologie dar. Diverse Modifikationen dieses Testverfahrens (z. B. mit Bildern, mit Tönen) sind beschrieben.

## Bedeutung seiner Arbeit
Zur Zeit der Veröffentlichung hatte Stroops Artikel kaum einen Einfluss auf die Wissenschaft, vermutlich dadurch bedingt, dass er in der Zeit des Behaviorismus erschien. Stroop selbst forschte auch nicht mehr weiter auf diesem Gebiet, obwohl zunächst geplant war, die Forschungen zu seiner Dissertation fortzusetzen. Dies wurde aber nicht mehr realisiert, nachdem sein Doktorvater Joseph Peterson bereits 1935 verstorben war. Stroop selbst befasste sich zunehmend mit der Religion und zog sich aus der experimentellen Psychologie zurück.
Erst in den 1960er Jahren, mit dem Aufkommen der Informationsverarbeitung als dominanter Perspektive der Kognitiven Psychologie, wurde die Arbeit von Stroop wieder neu entdeckt. Durch die Einfachheit des Tests und die Idee von automatischen und unterschiedlich schnell ablaufenden Prozessen in der Informationsverarbeitung wurde der Test Gegenstand intensiver Forschung und beeinflusste die kognitive Psychologie nachhaltig. Der Stroop-Test ist heute Bestandteil jedes Grundlagenbuches der Psychologie und wird Studenten im Grundstudium der Psychologie vermittelt. Insbesondere im klinischen Bereich (z. B. Neurologie, Psychiatrie) wird der Test häufig angewendet, um die Interferenzanfälligkeit bestimmter Personengruppen einschätzen zu können.
John Ridley Stroop war sich des Einflusses seines Tests in späteren Jahren kaum bewusst, es interessierte ihn auch nicht mehr. So schrieb er an den Psychologen Arthur Jensen, nachdem dieser ihm einen Reviewartikel zum Stroop-Test geschickt hatte, auf einer Karte folgende lakonische Bemerkung: “Glad to know others have found the test useful. J.R. Stroop”.